# Старый вокзал Аддис-Абебы

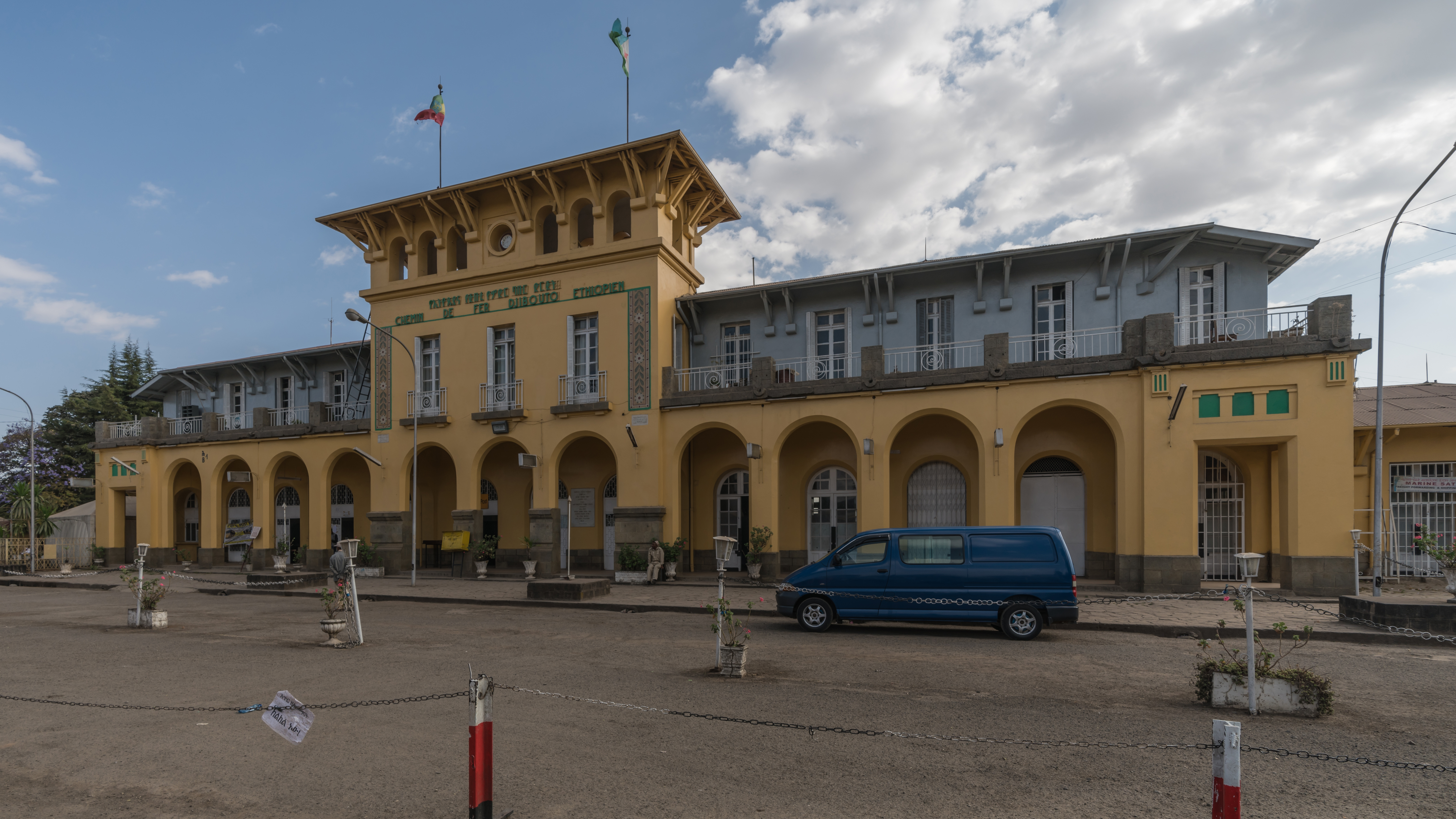
Фасад старого вокзала Аддис-Абебы

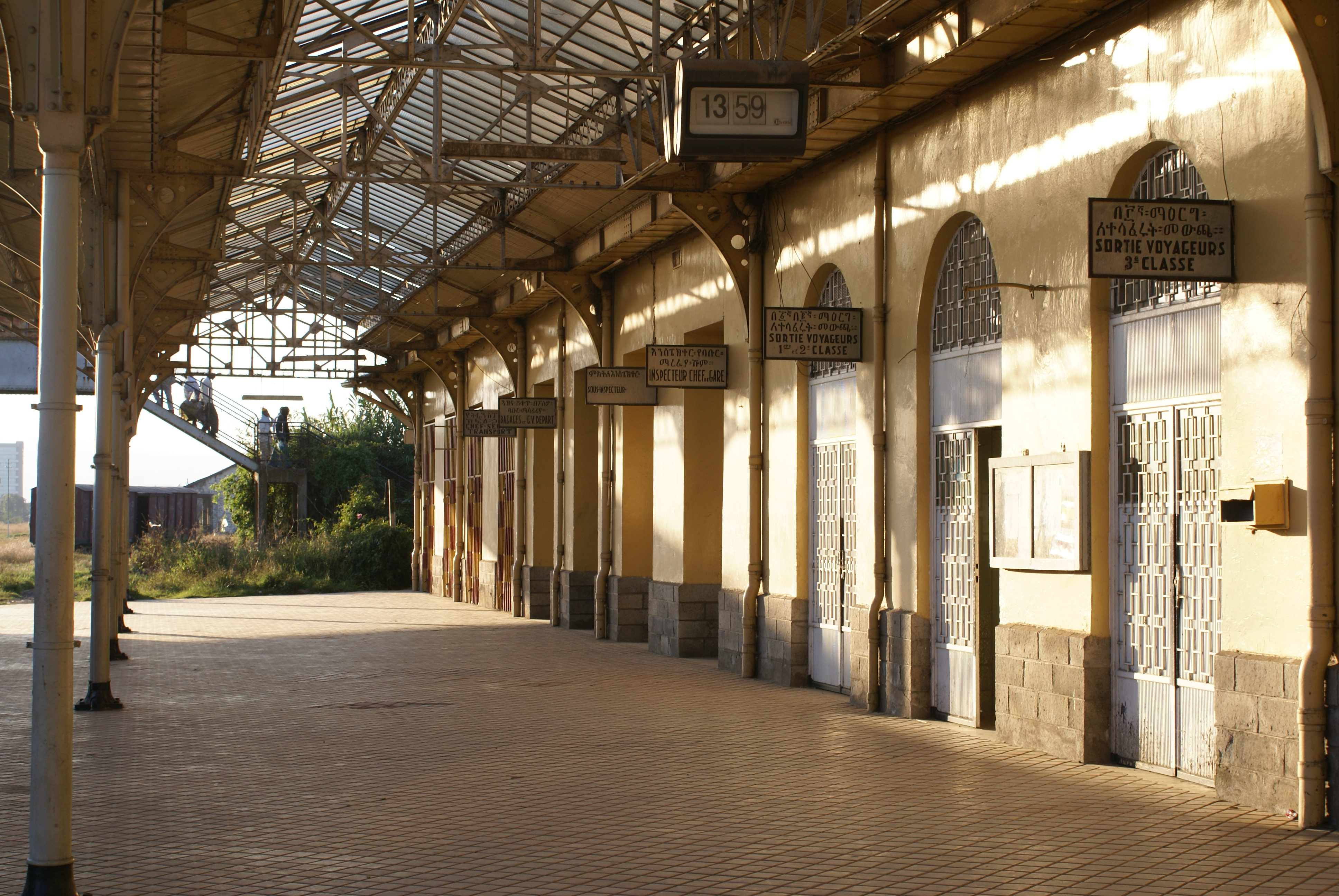
Платформа на вокзале Аддис-Абебы

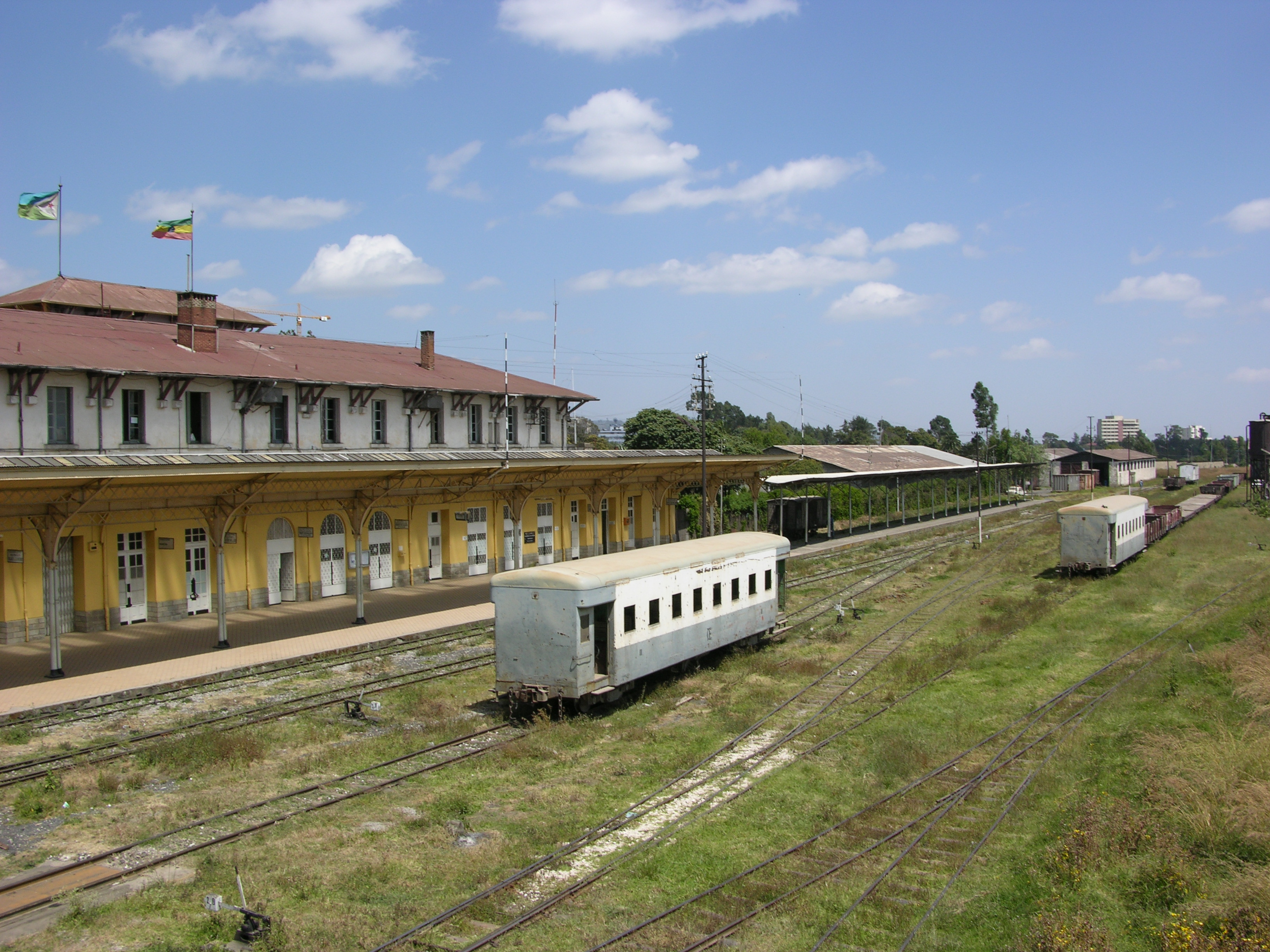
Вид со стороны железнодорожных путей

Старый вокзал Аддис-Абебы или Легехар (фр. La gare d'Addis-Abeba ou Legehar) — бывшая железнодорожная станция в столице Эфиопии. Расположен в южной части Черчилль-авеню. В 1929—2008 годах был главным вокзалом в Аддис-Абебе.

## Описание
30 января 1908 года была образована Франко-Эфиопская железнодорожная компания (CFE). Её основная цель состояла в продлении существующей линии, соединявшей порт Джибути с городом Дыре-Дауа в сторону столицы Эфиопии. Работы начались в 1909 году, а к 20 мая 1915 года железная дорога была достроена до Аддис-Абебы. Эксплуатация линии началась 7 июня 1917 года, но приём пассажиров и грузов первоначально осуществлялся на небольшой деревянной станции в ожидании строительства современного пассажирского корпуса. 13 февраля 1928 года эфиопские сановники, включая регента Рас Тафари Маконнена (будущего Хайле Селассие I), приступили к закладке первого камня пассажирского вокзала в присутствии представителей иностранных держав.
Вокзал был построен по проекту французского архитектора Поля Барриа (фр. Paul Barrias), обладателю отраслевых наград и старшему сыну известного скульптора Луи-Эрнеста Барриа. Строительные работы выполняло «Общество технико-промышленных компаний Парижа» (фр. Société technique et industrielle d’entreprises de Paris).
После своего сооружения вокзал стал одной из достопримечательностей центральной части Аддис-Абебы и важным транспортным узлом, связывающим город с остальной частью Эфиопии. На железнодорожном вокзале и прилегающей территории находились:
- Помещения для руководства, бухгалтерии и кадровой службы
- Тупики и сортировочные пути
- Ангар с императорскими вагонами
- Мастерские для текущего ремонта подвижного состава
- Магазин снабжения
- Центр обучения для железнодорожников
- Мостовые весы на 80 тонн
- Лазарет для сотрудников и членов их семей
- Спортивный и художественный клуб «Club des Cheminots»

Здание вокзала с архитектурной точки зрения наследует французский колониальный стиль подобных построек.
Изначально вокзал был рассчитан на железную дорогу с метровой колеёй. После своего закрытия функции вокзала переданы другой станции на окраине города, где железнодорожная колея имеет стандартные размеры. Правительство Эфиопии планирует полностью перестроить окружающий район, сохранив историческое здание вокзала.